# Ромско-грчки језик
Ромско–грчки језик (такође се помиње као хеленоромски; грч. Ελληνο-ρομανική) је скоро изумрли мешовити језик који се у ромској лингвистици назива параромски. Говоре га Роми у Грчкој и настао је из језичког контакта између људи који говоре ромски и грчки језик. Верује се да се користи као тајни језик у административној јединици периферије Тесалије и Централне Грчке. Типолошки језик је структуиран на грчком са лексичким позајмицама из ромског. Дортика је тајни језик који углавном говоре у Атини путујући градитељи из префектуре Еуританије. У оба случаја језици нису матерњи за њихове говорнике.